# Харченко, Михаил Михайлович
Харченко Михаил Михайлович (13 апреля 1923 — 6 мая 1995) — участник Великой Отечественной войны, разведчик взвода пешей разведки 2-го стрелкового полка 50-й стрелковой дивизии 52-й армии 2-го Украинского фронта, красноармеец. Один из 29 полных кавалеров, награждённых четырьмя орденами Славы (двумя орденами Славы 1-й степени).

## Биография
Родился 13 апреля 1923 года в селе Худяки в крестьянской семье. Украинец по национальности. Окончил 6 классов. Жил в городе Павлограде Днепропетровской области Украины. Работал штукатуром в ремонтно-строительной конторе.
В Красную Армию призван в 1941 году. В боях Великой Отечественной войны с августа 1941 года по август 1942 года и с декабря 1943 года по май 1945 года. С августа по ноябрь 1942 года был в плену и до декабря 1943 года находился на оккупированной территории.
Разведчик взвода пешей разведки 2-го стрелкового полка (50-я стрелковая дивизия, 52-я армия, 2-й Украинский фронт) красноармеец Михаил Харченко в ночь на 15 июля 1944 года, действуя в составе группы захвата в семи километрах юго-западнее румынского города Скуляны, скрытно проник во вражескую траншею. В короткой схватке разведчик Харченко из автомата уничтожил семь пехотинцев неприятеля, включая пулемётный расчёт, обеспечив тем самым захват и доставку в штаб «языка».
За мужество и отвагу, проявленные в боях, 23 июля 1944 года красноармеец Харченко Михаил Михайлович награждён орденом Славы 3-й степени.
В ночь на 9 августа 1944 года разведчик взвода пешей разведки 2-го стрелкового полка красноармеец Михаил Харченко, находясь в разведывательной группе, в районе кургана Вултурулуй, расположенного в семи километрах юго-западнее румынского города Скуляны, обнаружил вражеский пулемёт и бесшумно уничтожил его расчёт. Возглавляя группу прикрытия, красноармеец Харченко обеспечил отход разведчиков с захваченным в плен вражеским пехотинцем.
За мужество и отвагу, проявленные в боях, 25 августа 1944 года красноармеец Харченко Михаил Михайлович награждён орденом Славы 2-й степени.
22 августа 1944 года разведчик взвода пешей разведки 2-го стрелкового полка красноармеец Михаил Харченко, действуя в составе разведывательной группы в тылу неприятеля в семи километрах северо-западнее румынского города Яссы, спас жизнь командиру. В ходе выполнения этого боевого задания отважный разведчик забросал гранатами два миномётных расчета, уничтожил семь вражеских пехотинцев и троих захватил в плен.
Указом Президиума Верховного Совета СССР от 24 марта 1945 года за образцовое выполнение заданий командования в боях с немецко-фашистскими захватчиками красноармеец Харченко Михаил Михайлович награждён орденом Славы 1-й степени, став полным кавалером ордена Славы.
В 1945 году старшина Харченко М. М. демобилизован. Жил в родном селе. В послевоенные годы Михаилу Михайловичу был вручён второй орден Славы 1-й степени, которым он был награждён Указом Президиума Верховного Совета СССР от 10 апреля 1945 года. Работал в колхозе трактористом.
Скончался 6 мая 1995 года.

## Награды
- Два ордена Славы 1-й степени (№ 206 и № 2182)
- Орден Славы 2-й степени (№ 6198)
- Орден Славы 3-й степени (№ 84418)
- Орден Отечественной войны 1-й степени
- Орден Ленина
- Медали